# Erispoe
Erispoe (francès Erispoë o Erispoé) fou rei de Bretanya del 851 al 857, successor del seu pare, Nominoe. Va vèncer Carles el Calb a la batalla de Jengland, vora el riu Vilaine, el 851, de manera que poc després es va reunir amb ell a Angers i fou reconegut com a rei pels francs. En les seves incursions arribaria a Felgerieg (Gran Foulgueray), i patí algunes incursions dels normands el 853 i el 855. Però el 857 se li sublevà l'usurpador Salaun i morí assassinat per aquest amb suport del bisbe Alcmar de Nantes.

## Biografia
Erispoe va succeir al seu pare al front del govern de Bretanya el 7 de març del 851; va enfrontar tot seguit al rei franc Carles el Calb a la batalla de Jengland, (avui Jengland-Beslé) vora el riu Vilaine, el 22 d'agost del 851, i el va derrotar; els comtes Vivià del Maine i Hildemar (comte palatí) van morir en la batalla junt amb milers de francs mentre les pèrdues bretones foren mínimes. A les setmanes que van seguir la batalla Erispoe es va trobar amb Carles el Calb a Angers i es va signar un acord de pau. Els Annals de Saint-Bertin, on les derrotes de Carles el Calb són generalment omeses, informen sòbriament: «Erispoe, fill de Nominoe, va venir a veure a Carles a la vila d'Angers per donar-se les mans, i fou acollit i se li van donar les insígnies reials amb el poder que ja corresponia al seu pare, i se li va ajuntar el país de Rennes, el país de Nantes i el país de Retz.» Aquest text és capital :
- per «donar-se les mans», Erispoe comprometia la seva fidelitat i es reconeixia vassall de Carles el Calb, el que de fet no l'obligava a gairebé res, ja que estava en situació de força, i era un avantatge, ja que rebia la protecció que el senyor devia al seu vassall.
- L'ús de les insígnies reials li fou reconeguda, bé que de fet ja s'havia atribuït les insígnies abandonades per Carles a Jengland, en el curs de la fugida.[5] Aquesta concessió simbòlica el reconeixia formalment com a rei de Bretanya (per part de Carles, ja abans altres poders els reconeixien, com el Papa). Això ho confirmen diversos diplomes del Cartulari de Redon datats el 852 i el diploma per a l'església de Nantes del 10 de febrer del 856[6] que el qualifiquen de princeps, és a dir rei.

Tot això és confirmat a contrario, el juny del 877, par Carles el Calb que, a la capitular de Quierzy, deixa instruccions abans de la seva marxa a Itàlia.
- Erispoe es va veure confirmar la possessió dels comtats de Rennes i de Nantes, i Bretanya fou engrandida amb el país de Retz.[8]

El 853, com el 843, la vila de Nantes, situada al territori d'Erispoe, fou saquejada pels normands. En assabentar-se de la notícia el danès Cedric, nebot del rei de Dinamarca, honorant l'aliança conclosa entre Nominoe i el rei Horik I de Dinamarca va atacar els noruecs responsables del pillatge de Nantes; es va unir a l'exèrcit d'Erispoe i conjuntament van assetjar l'illa de Bièce, en la que els noruecs s'havien fet forts; els assetjats van capitular aviat oferint regals als vencedors. Cedric, ferit a la batalla, va marxar després per via marítima i va morir al cap de poc prop del Havre, mort per les tropes de Carles el Calb.
Erispoe tractava d'igual a igual al rei de França. El 856, en una entrevista a Louviers, es va tractar la qüestió de casar Lluís el Tartamut (després Lluís II de França), fill de Carles, amb una filla d'Erispoe. Erispoe va donar el "ducat" del Maine a Lluís, fill del rei, fins a la ruta que portava de París a Tours i va establir a aquest príncep per regnar sobre aquesta contrada. El matrimoni finalment no va tenir lloc i aquest fracàs fou potser una de les raons del descontentament que va portar al complot que va causar la mort d'Erispoe.
El seu regnat es va acabar el novembre del 857 amb el seu assassinat a l'altar de l'església de Talensac, on havia buscat asil, pel seu cosí Salaun o Salomó I de Bretanya, ajudat del bisbe Alcmar de Nantes. Salomó el va succeir.

## Posteritat
Erispoe estava casat amb Marmohec i tenia almenys dos fills : 
- un fill de nom Conan;
- una filla que, després de ser promesa pel seu pare al príncep Lluís el Tartamut, fill de Carles el Calb, «semble que es va casar amb Gurwant, «comte de Rennes» i «cosí de Salomó», segons Dom Morice[13]». Les fonts contemporànies indiquen únicament que fou la mare del «príncep» Judicael.[14] El mateix Gurwant assassinarà o ferà assassinar Salaün (Salomó) el 874.